# ピメレア属
ピメレア属（ピメレアぞく、Pimelea）とは、ジンチョウゲ科の属の1つ。ニュージーランド、オーストラリアを中心に約80種が分布する。多くは低木である。この属の中には、園芸的に導入されて、冬-早春に花を咲かせるものがある。

## 主な種
- P. brachyphylla
- P. ferruginea ピメレア・フェルギネア[1][2] - オーストラリア原産[3]
- P. imbricata
- P. prostrata ピメレア・プロストラータ[2] - ニュージランド原産[3]
- P. rosea
- P. spectabilis
- P. traversii - ニュージーランド原産[3]

## ギャラリー

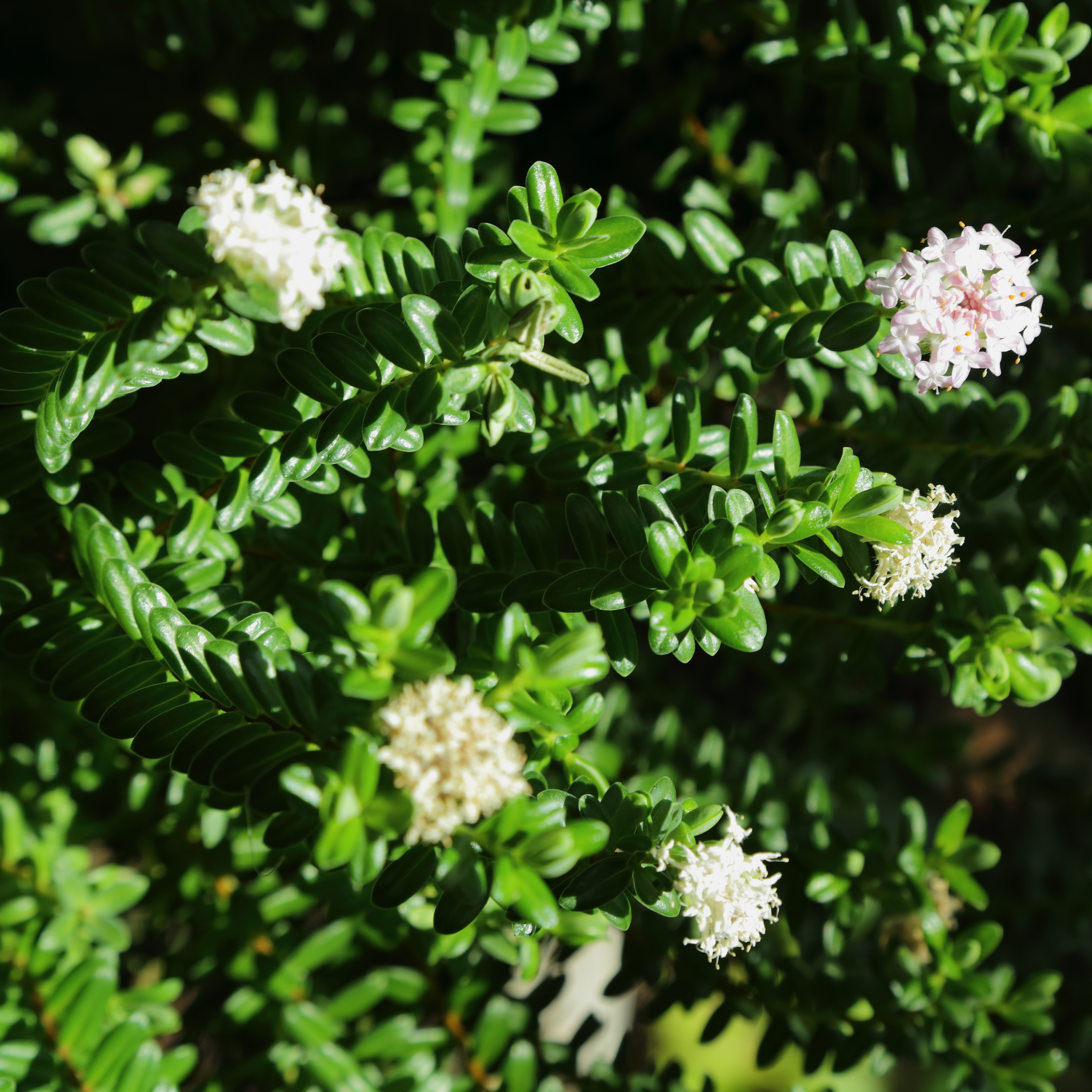
ピメレア・フェルギネア
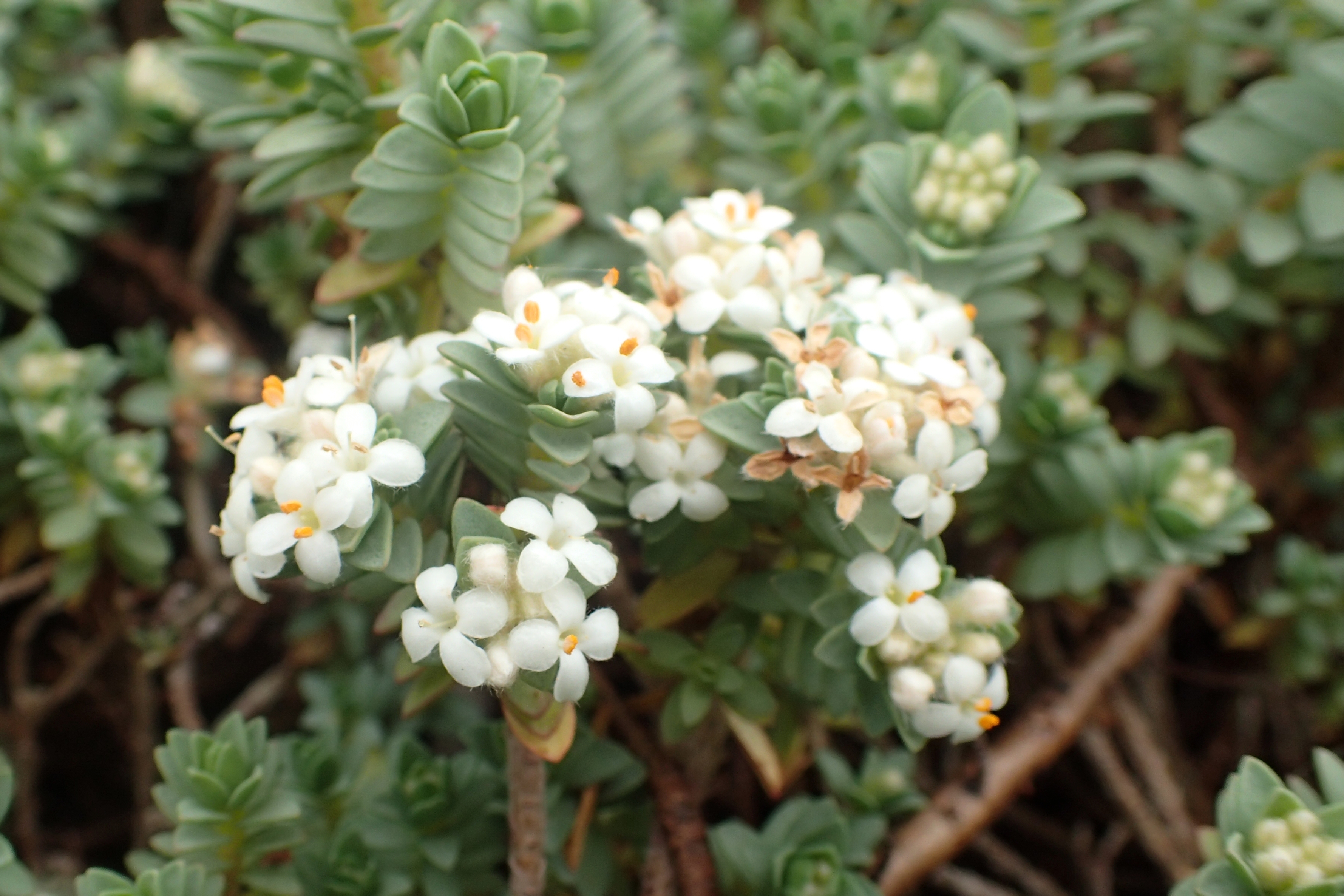
ピメレア・プロストラータ